# Bruant à cou gris
Emberiza buchanani
Espèce
Synonymes
- Euspiza huttoni
- Glycyspina huttoni

Statut de conservation UICN

 LC  : Préoccupation mineure

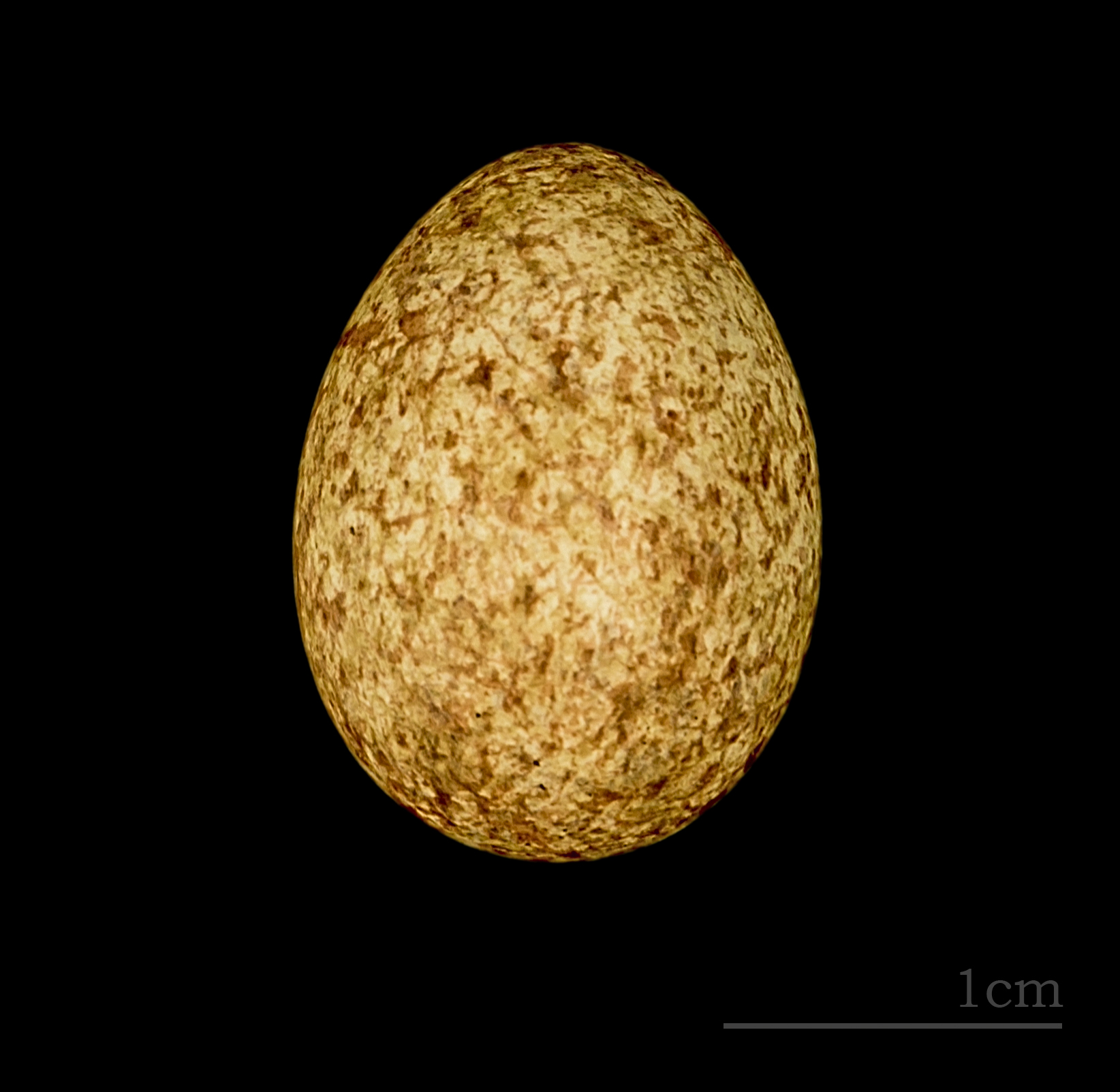
Œuf de Bruant à cou gris Muséum de Toulouse

Le Bruant à cou gris est une espèce de passereau appartenant à la famille des Emberizidae.

## Historique et dénomination
L'espèce Emberiza buchanani a été décrite par la zoologiste britannique Edward Blyth en 1845. Il a dédié l'espèce à son confrère Francis Buchanan-Hamilton (1762-1829) qui le premier l'avait observé en Inde.

## Description
Le mâle en période de reproduction a un ventre et une poitrine marbrés d'orange et de chamois, avec une tête grise et des yeux entourés d'anneaux blancs ; le bec est rose ou orangé.
L'oiseau a une taille de 15 centimètres,.

## Répartition
Cet oiseau fréquente les zones de dénivelées montagneuses d'Asie centrale, de l'ouest de l'Iran à la Mongolie.

## Habitat
Cet oiseau vit généralement sur les plateaux et les zones de dénivelées montagneuses au dessus de 2000 mètres.

## Taxinomie
Liste des sous-espèces
Cet oiseau est représenté par 4 sous-espèces :
- Emberiza buchanani buchanani ;
- Emberiza buchanani cerrutii ;
- Emberiza buchanani neobscura ;
- Emberiza buchanani obscura.